# Bryan Lewis
Bryan Lewis, född 10 september 1942, är en kanadensisk politiker och före detta ishockeydomare. Han var verksam i den nordamerikanska ishockeyligan National Hockey League (NHL) mellan 1967 och 1986. Under sin domarkarriär i NHL dömde han fler än 1 000 grundspelsmatcher, 30 slutspelsmatcher (Stanley Cup) och nio Stanley Cup-finaler.
Han blev dock kvar i NHL och arbetade inom den centrala domarorganisationen inom ishockeyligan. I juni 1989 avled plötsligt NHL:s domarbas John McCauley och NHL utsåg då Lewis som efterträdaren. Han var kvar på positionen fram tills år 2000 när han lämnade och blev ersatt av Andy Van Hellemond.
Sedan 2000 är han lokalpolitiker för staden Halton Hills i Ontario.